# Black Mesa (Arizona)
Black Mesa je tabule, meseta na severovýchodě Arizony. Nachází se v Navajo County, Apache County a Coconino County, na území indiánské rezervace Navahů Navaho Nation Indian Reservation. Leží především v severní třetině indiánské rezervace Hopiů. Bývá také nazývána Black Mountains. Střední nadmořská výška území je okolo 2 100 metrů.
Oblast je součástí Koloradské plošiny a zahrnuje také vrchovinu, kaňony a údolí. Součástí Black Mesy jsou také menší tabule First Mesa, Second Mesa a Third Mesa. Černé zbarvení zemského povrchu mesety je dané ložisky uhlí.